# Spas-Demensky (huyện)
Huyện Spas-Demensky (tiếng Nga: ? райо́н) là một huyện hành chính tự quản (raion), của Tỉnh Kaluga, Nga. Huyện có diện tích 1298 km², dân số thời điểm ngày 1 tháng 1 năm 2000 là 11100 người. Trung tâm của huyện đóng ở Spas-Demensk.